# 서화연구회
서화연구회(書畵硏究會)는 일제강점기 초기에 조직된 미술단체이다.
1915년 5월에 조선총독부 고위 관료와 조선귀족 등 조선인 유력자들이 후원하여 현재의 서울 중구 소공동에 있던 고금서화진열관 안에 설치했다. 이들은 서화 애호가들로 근대적인 서화 연구를 표방했다. 회원으로는 일본인과 조선인이 모두 포함되었다.
설립자는 김규진이며 회장은 김윤식, 부회장은 조중응이 맡았다. 약간 먼저 설립된 조선서화미술회와는 비슷한 목적에서 설립되었다. 그러나 김규진은 청나라에서 중국 서예와 사군자를, 일본에서 사진을 배운 인물이라 국내파이며 전통적인 문인화가인 안중식과 조석진 중심의 조선서화미술회와는 다른 측면이 있다. 선진적인 문물을 습득한 김규진 개인에 대한 의존도도 높았다.
서화가를 양성하는 강습소를 열어 김규진이 가르치면서 이병직과 노원상도 교수로 채용되었다. 강습소의 첫 졸업생은 1918년에 배출되었다. 서화연구회 강습소는 조선서화미술회 강습소와는 달리 명문가의 자제들이 취미 삼아 다닌 경우가 많아 뚜렷한 직업 화가는 배출하지 못했다.
주요 활동은 1917년에 서화시필회를 개최한 것이며, 같은 해 서화전람회를 열어 이완용과 김윤식의 작품을 전시하기도 했다. 조선서화미술회가 문을 닫은 뒤에도 전람회를 여는 등 1920년대 중반까지 꾸준한 활동을 하다가, 1926년에 해체되었다.

## 참고자료
- 친일인명사전편찬위원회 (2004년 12월 27일). 《일제협력단체사전 - 국내 중앙편》. 서울: 민족문제연구소. 662~663쪽쪽. ISBN 8995330724.